# 이선희
이선희(李仙姬, 1964년 12월 14일~)는 대한민국의 가수이다. 본관은 한산.

## 생애 및 활동
이선희는 충청남도 보령시에서 충청남도 보령시 출신의 불교 승려였던 아버지와 경기도 안성시 출신의 불교 신도였던 어머니 사이에서 출생하였다. 지난날 한때 충청남도 서천군에서 잠시 유아기를 보낸 적이 있었으며, 훗날 경기도 광주시 (경기도)를 거쳐 경기도 안성시에서 잠시 유년기를 보낸 적도 있었지만 1969년 이후 충청남도 보령시에서 줄곧 자랐다.

### 1980년대
그녀는 대학 시절이던 1984년 제5회 《강변가요제》에서 같은 학과 선배 임성균과 4막 5장이란 팀으로 출전하여 《J에게》를 불렀다. 애초에 상명여자고등학교 2학년 때 노래가 하고 싶어 작곡가 장욱조의 음악 사무실을 찾아간 적이 있었는데 어떤 무명 작곡가(이세건)가 말하기를 "아직도 내가 만든 노래를 아무도 불러주지 않는다."며 악보 뭉치를 쓰레기통에 버렸다고 한다. 그 악보 뭉치를 주우면서 차라리 마음대로 불러도 되는지 물어 보아 결국 허락을 받았으며, 그 더미 속에 있던 노래가 바로 〈J에게〉였다. 3년이 지난 이후 1984년 이 노래로 참가를 하여 MBC 강변가요제 대상까지 수상할 정도로 큰 관심을 모으며 데뷔하였다. 폭발적인 가창력과 바지만 고수하는 옷차림의 보이쉬한 매력으로 ‘언니 부대’가 만들어졌으며, 특히 동그란 안경과 커트 머리가 여학생들 사이에서 크게 유행하며 소위 '이선희 신드롬'을 일으켰다.
아직 정규 앨범 한 장 없이 오직 〈J에게〉란 곡 하나만으로도 11월 25일부터 KBS 《가요톱텐》에서 5주 연속 1위를 하여 골든컵을 차지하였고, 1984년 KBS 방송 가요대상 신인상, 1984 MBC 10대가수가요제 최고 인기가요상, 신인상, 10대 가수상으로 최초 3관왕에 오르는 등 데뷔 직후부터 폭발적인 인기를 누렸다.
1985년 첫 음반 《아! 옛날이여》가 발매되었으며, 그를 스타덤에 오르게 한 〈J에게〉와 록 스타일이 가미된 〈아! 옛날이여〉, 〈갈등〉, 〈소녀의 기도〉등의 곡도 히트하여 KBS 가요 톱텐에 자신의 노래 7곡을 진입시키는 등 큰인기를 끌었다. 〈아! 옛날이여〉로 1985년 가요부문 통합 1위를 차지하였다.
1985년 11월 2집 《갈바람》이 발매되면서 〈갈바람〉, 〈괜찮아〉, 〈연인의 눈물〉, 〈가난한 연인을 위하여〉, 〈그래요, 잘못은 내게 있어요〉 등의 곡이 인기를 모았다. TV 가이드와 뮤직 박스 1위로 선정되었으며, 일간스포츠 골든 디스크상, KBS 방송 가요대상, MBC 10대 가수상 등을 수상했다.
1986년 3집 앨범 《알고 싶어요》가 발매되었다. 1987년 대표곡 〈알고 싶어요〉가 KBS 《가요 톱텐》 5주 연속 1위를 하며 골든컵을 두 번째로 차지하고 한 달 방송 횟수 107회, MBC 라디오 음악차트에서 15주 1위 기록을 만들어 냈다. 그 외 〈영〉, 〈어둠은 걷히고〉, 〈청아한 사랑〉 등이 히트했다. 또한 학생가장돕기를 위한 전국 투어를 계속 진행했다.
1988년 4집 《사랑이 지는 이자리》에서 〈나 항상 그대를〉로 KBS 《가요 톱텐》 5주 연속 1위를 해 3번째 골든컵을 수상했다. 또한 70년대 신중현과 뮤직파워(26인조 악단)의 〈아름다운 강산〉을 리메이크해 폭풍적인 인기를 끌었고, 〈사랑이 지는 이 자리〉, 〈안녕〉, 〈길을 떠나자〉 등도 히트하였다. 만화 주제가 〈달려라 하니〉를 부르기도 하였다.
1989년 5집 《한바탕 웃음으로》에서는 〈나의 거리〉가 KBS 《가요 톱텐》 5주 연속 1위로 4번째 골든컵을 수상하였으며, 〈한바탕 웃음으로〉는 1990년에 3주연속 1위를 차지하며 1989년과  1990년 한 앨범으로 2년 연속 골든디스크상을 차지했다. 그 외 〈겨울애상〉, 〈불꽃처럼〉, 〈오월의 햇살〉 등의 노래가 히트하며 큰 인기를 끌었다.
1990년 6집 《추억의 책장을 넘기면》을 발매하며 〈추억의 책장을 넘기면〉, 〈그리운 나라〉, 〈왜 나만〉 등이 히트했다. 5집《한바탕 웃음으로》의 수록곡 〈한바탕 웃음으로〉가 골든디스크상 5회 연속 수상, 6집 《추억의 책장을 넘기면》으로는 KBS 방송가요대상 6년 연속 수상, MBC 10대 가수상 6년 연속 수상 등을 했다. 전성기 시절 이선희는 발매되는 앨범마다 대표곡 뿐 아니라 모든 수록곡들이 히트하는 쾌거를 이루었다.

### 1990년대
1991년 서울시의회 의원 선거에 당선되어 제3대 서울특별시의회 의원으로 활동하였다. 음악적으로는 1990년대로 접어 들면서 고비가 왔다. 7집 《그대가 나를 사랑하신다면》은 〈그대가 나를 사랑하신다면〉, 〈그대가 떠나신 후에〉 등이 인기를 끌긴 했지만 이전만큼은 아니었고 상업적으로도 제일 저조한 성적을 얻었다. 1992년 변화된 가요계 상황에 대응하여 국악과 가요의 콜라보레이션을 이룬 8집 《조각배》를 발표하였다. 타이틀곡 〈조각배〉와 〈초원〉, 〈작은 연가〉, 〈성주풀이〉, 〈한네의 이별〉 등을 이선희만의 느낌으로 소화한 실험적인 앨범으로서 색다른 변화에 대단하다는 평가를 받았다.
1994년 9집 《한송이 국화》는 록의 느낌을 가미하며, 또다른 새로운 모습을 보여주었다. 〈한송이 국화〉를 시작으로 〈Blue Cafe〉, 〈기분이 좋아〉, 〈비오는 거리에 서서〉, 〈아쉬움〉 등이 이 앨범에 수록되어 있다.
이후 한때 1995년 12월 6일부터 1996년 2월 17일까지 새정치국민회의 문화예술행정특보위원 직위에 보임되어 잠시 활약하였으며, 국민회의 탈당 직후 1996년 3월 21일부터 1996년 6월 1일까지 통합민주당 문화예술행정특보위원 직위에 보임되어 활약하였고 통합민주당 탈당 직후 1996년 10월 발표한 10집 《First Love》(대표곡 〈라일락이 질 때〉)는 모든 노래의 작사와 작곡에 직접 참여하였다. 〈회색 도시〉는 락의 느낌과 〈성안의 아이〉는 몽환적인 느낌으로 팬들 사이에서 큰 인기를 끌었다. 또한 〈아카라카치〉는 삶에 희망을 주는 메시지를 담고 응원 구호를 접목시키며 가창력까지 돋보이게 해 응원가로도 쓰인다. 이 앨범 이후로 이선희는 싱어송라이터의 면모도 보여 주기 시작했다.
1998년 11집 《Dream Of Ruby》(대표곡 〈낯선 바닷가에서〉) 뮤직 비디오 촬영 중 부상을 당하기도 했지만 신중현의 아들 신대철이 만든 〈너에게 가면〉으로 엄청난 고음을 선보이기도 하였다.

### 2000년대
2000년 5월 31일부터 2000년 10월 31일까지 새천년민주당 문화예술행정특보위원 직위를 잠시 지낸 그녀는 새천년민주당 탈당을 한 이듬해 2001년 3월, 유영석, 박진영, 김종서 등 젊은 세대들의 대표 아티스트들이 도운 12집 《My Life + Best》에서도 건재한 모습을 보여주며 MBC 10대가수상을 다시 한번 수상했다. 〈이별소곡〉은 조용한 느낌, 〈이 노래를 빌려서〉는 슬픈 감정, 〈살아가다 보면〉은 삶에 격려 등과 희망을 주며, 인기를 끌었다. 2002년에는 영화 《가문의 영광》에 1988년에 발매했었던 〈나항상 그대를〉이 삽입되어 후세대 사람들에게도 각인되었다.
이후 앨범 활동은 4년의 공백이 있었지만 그 사이 이승기라는 가수를 발굴해냈다. 직접 가수 제의를 하고, 보컬 트레이닝을 시켜 가수로 데뷔시키고 행사를 같이 다니고 콘서트에 게스트로 초대하기도 했다. 이승기는 가수는 물론이고 예능인으로도 《1박 2일》과 《강심장》에서 활발한 활동을 하였으며, 배우로서 《소문난 칠공주》, 《찬란한 유산》, 《내 여자친구는 구미호》 등에 출연하였다.
2005년 이선희가 모두 작사와 작곡한 13집 《사춘기》를 발매하였다. 대표곡 〈인연〉은 천만 관객을 달성한 영화 《왕의 남자》의 OST로 삽입되어 큰 인기를 얻었다. 〈장미〉와〈왜?〉 등은 이선희의 싱어송라이터로서의 면모를 확실하게 드러내어 전문가들에게 많은 호평을 받았다.
2006년 돌연 미국으로 유학을 갔다가 포기하고 2009년에 귀국해 14집 《사랑아...》를 발매하며, 여러 방송과 행사에 출연했다. 특히 KBS2의 《불후의 명곡》에 출연하였다. 계속적인 음반 발매와 콘서트를 통한 활동으로 2010년 SBS 드라마 《내 여자친구는 구미호》의 OST 〈여우비〉와 〈내가 사랑할 사람〉, 《대물》의 OST 〈떠나지마〉를 부르기도 하였다.

### 2010년대
2011년 2월 3일에 세계적인 가수들만 설 수 있다는 뉴욕 카네기홀 중에서도 가장 큰 메인공연장인 '아이작 스턴 오디토리움'에서 대한민국 대중가수로는 3번째로 단독 공연을 가졌다. 2800여 석에 이르는 좌석이 모두 매진이라는 큰 기록을 세우며 한인으로서는 최다 관객 동원을 기록하였다. 2011년 9월부터 방송된 MBC 《스타 오디션 위대한 탄생》시즌 2의 멘토로 출연하였고, 멘티 구자명이 우승하였다.
2014년 3월 25일 30주년 기념곡으로 〈그중에 그대를 만나〉라는 곡을 발표했다.
2016년에는 SBS "판타스틱 듀오"의 첫방송에 출연하여 5주연속 우승을 차지했다. 최고의 아이돌 가수들과 경쟁하는 모습에 "역시 이선희"라는 찬사가 쏟아졌다. 2016년 9월부터 2017년 3월까지 "The Great Concert LEESUNHEE" 전국 13개도시 23회 공연을 전회 매진으로 진행하였고 2017년 5월 미국 LA와 9월 호주 시드니 오페라하우스에서 해외투어 공연을 열었다.
2018년 4월 1일 평양 대동강지구 동평양대극장에서 남북 평화협력 기원 남측 예술단 평양 공연 《봄이 온다》 무대에 올라 〈J에게〉, 〈알고 싶어요〉, 〈아름다운 강산〉을 불렀다. 3일에는 평양 류경정주영체육관에서 남북 합동공연 《우리는 하나》에서 북한의 김옥주와 함께한 <J에게>, 그리고 <아름다운 강산> 무대를 선보였다.

### 2020년대
2020년 6월 16일 정규 16집 《안부》를 발매하였다. 타이틀곡 <안부>의 피쳐링은 엑소의 찬열이 맡았다.

## 방송
- 1984년 KBS2 《가요톱텐》
- 1996년 KBS1 《TV는 사랑을 싣고》
- 2009년 KBS2 《불후의 명곡: 전설을 노래하다》
- 2011년 MBC 《스타 오디션 위대한 탄생 2》
- 2014년 JTBC《히든싱어》
- 2016년 SBS 《판타스틱 듀오》
- 2018년 SBS 《집사부일체》
- 2020년 JTBC 《싱어게인》
- 2021년 JTBC 《싱어게인2》

## 음반 목록
- 1985년 1집 《아! 옛날이여》
- 1986년 2집 《갈바람》
- 1987년 3집 《알고 싶어요》
- 1988년 4집 《사랑이 지는 이 자리》
- 1989년 5집 《한바탕 웃음으로》
- 1990년 6집 《왜 나만》
- 1991년 7집 《그대가 나를 사랑하신다면》
- 1992년 8집 《조각배》
- 1994년 9집 《한송이 국화》
- 1996년 10집 《FIRST LOVE》
- 1998년 11집 《Dream of Ruby》
- 2001년 12집 《My Life + Best》
- 2005년 13집 《사춘기》
- 2009년 14집 《사랑아...》
- 2014년 15집 《SERENDIPITY》
- 2020년 16집 《안부》

### OST 참여 앨범
- 1984년 KBS 《불꽃놀이》
- 1986년 MBC 《소공녀 세라》
- 1987년 MBC 《푸른교실》
- 1988년 KBS 《달려라 하니》
- 1989년 KBS  《천방지축 하니》
- 1992년 SBS 《두려움 없는 사랑》
- 2000년 MBC 《깁스가족》
- 2002년 영화 《몽중인》
- 2005년 영화 《왕의 남자》
- 2009년 영화 《불꽃처럼 나비처럼》
- 2010년 SBS 《내 여자친구는 구미호》
- 2010년 SBS 《대물》
- 2016년 SBS 《푸른 바다의 전설》
- 2021년 MBC 《옷소매 붉은 끝동》

### 기타 비정규
- 1989년 《Lee Sun Hee》
- 1990년 《떠나는 자만이 사랑을 꿈꿀 수 있다》
- 1991년 《뮤지컬 피터팬》
- 1991년 《이선희 & 몬트리올 챔버 오케스트라 세종문화회관 라이브》
- 1991년 《우리들의 이야기》
- 1993년 《이선희 애창동요》
- 1993년 《이선희 베스트》
- 1995년 《뮤지컬 오즈의 마법사》
- 1995년 《이선희 데뷔 10주년 세종문화회관 라이브》
- 1995년 《이선희 베스트》
- 1996년 《이선희 골든》
- 2003년 《열창》
- 2005년 《이선희 골든》
- 2006년 《The Musician Series》
- 2007년 《인연》
- 2018년 《Le Dernier Amour》

## CF
- 1984년 삼양식품 포장마차 육개장 (남성 그룹 송골매하고 함께 출연)
- 1985년 해태제과식품 노노껌 (Feat. 이용식)
- 1985년~1986년 보령제약 용각산
- 1986년 크라운제과 참크래커 《CF 화면을 제외한 CM송으로 출연》
- 1987년~1988년 롯데칠성음료 (칠성사이다, 탐스, 비비콜 등)
- 1987년 코카콜라 《CF 화면을 제외한 CM송으로 출연》
- 1989년 해태제과식품 허쉬초콜릿
- 1989년 주식회사 인켈 오디오 인켈 마이센스22CD
- 1992년 한독알프스광학 AS 광안렌즈
- 1994년 LG생활건강 젬제미
- 1997년 새정치국민회의 기호 2번 김대중
- 2016년 NH농협은행 《CF 화면을 제외한 CM송으로 출연》
- 2016년 천호식품 우먼솔루션
- 2020년 롯데칠성음료 칠성사이다 70주년 오리지널 광고

## 홍보대사
- 1991년 한국신체장애인복지회 마포지회 명예회장
- 2000년 한국여성재단 홍보대사
- 2001년 안면도국제꽃박람회 홍보위원
- 2009년 서울시의회 홍보대사

## 선거 이력
| 실시년도 | 선거      | 대수 | 직책   | 선거구                | 정당       | 득표수  | 득표율         | 순위 | 당락 | 비고 |
| -------- | --------- | ---- | ------ | --------------------- | ---------- | ------- | -------------- | ---- | ---- | ---- |
| 1991년   | 지방 선거 | 3대  | 시의원 | 서울 마포구 제3선거구 | 민주자유당 | 9,798표 | \| \| 40.0% \| | 1위  |      | 초선 |
|          | 40.0%     |      |        |                       |            |         |                |      |      |      |

## 수상

### 시상식
| 연도   | 수상 및 활동내역 |
| ------ | --- |
| 1984년 | - 7월 29일 제5회 MBC 강변가요제 대상 수상('J에게') - 12월 30일 KBS 가요대상 신인상 수상 - 12월 31일 MBC 10대 가수 가요제 최고 인기 가요상('J에게'), 신인상, 10대 가수상 수상(역대 최초 3관왕) |
| 1985년 | - 2월 1일 [1집 앨범] '아! 옛날이여' 출반(지구레코드) - 4월 8일 '아! 옛날이여' 가요부문 통합 1위 - 10월 26일 가배상 수상, TV가이드 10대 차트 최다곡 기록 - 12월 30일 KBS 가요대상 올해의 대상 수상 - 12월 31일 MBC 10대 가수 가요제 10대 가수상 수상(2회 연속) |
| 1986년 | - 1월 30일 [2집 앨범] '갈바람' 출반(지구레코드) - 2월 23일 '괜찮아' TV가이드, 뮤직박스 차트 1위 - 10월 28일 가배상 수상 (2회 연속) - 12월 7일 일간스포츠 골든디스크상 수상 - 12월 30일 KBS 가요대상 올해의 가수상 수상(2회 연속) - 12월 30일 MBC 10대 가수 가요제 10대 가수상 수상(3회 연속) - 12월 30일 [3집 앨범] '알고 싶어요' 출반(지구레코드)                                                            |
| 1987년 | - 3월~7월 '알고 싶어요' TV가이드 뮤직박스, DJ연합회 등 상반기 최고 인기가요 선정, MBC RADIO 총 15주 1위 - 12월 7일 일간스포츠 골든디스크상 수상(2회 연속) - 12월 12일 가배상 수상 (3회 연속) - 12월 30일 MBC 가요대제전 최고 인기 가요('알고 싶어요') 선정 - 12월 30일 KBS 가요대상 올해의 가수상 수상(3회 연속)                                                                                              |
| 1988년 | - 2월 5일 [4집 앨범] '사랑이 지는 이 자리' 출반(서울음반) - 4월~6월 '나 항상 그대를' TV가이드, 뮤직박스, DJ연합회 등 각종 차트 1위 - 12월 7일 일간스포츠 골든디스크상 수상(3회 연속) - 12월 30일 KBS 가요대상 올해의 가수상 수상(4회 연속) - 12월 31일 MBC 10대 가수 가요제 10대 가수상 수상(4회 연속) |
| 1989년 | - 4월 10일 [5집 앨범] '한바탕 웃음으로' 출반(서울음반) - 4월 30일 옴니버스 음반 '이것이 오리지날 송이다' 출반(홍콩BMG레코드) - 5월~9월 '나의 거리' TV가이드, 뮤직박스, DJ연합회 등 각종 차트 1위 - 12월 17일 일간스포츠 골든디스크상 수상(4회 연속) - 12월 30일 KBS 가요대상 올해의 가수상 수상(5회 연속) - 12월 31일 MBC 10대 가수 가요제 10대 가수상 수상(5회 연속)                                         |
| 1990년 | - 4월 21일 시집 '떠나는 자만이 사랑을 꿈 꿀 수 있다' 출간 - 4월 28일 뮤지컬 '오즈의 마법사' 주인공 도로시 역 출연 - 6월 시낭송 앨범 '떠나는 자만이 사랑을 꿈 꿀 수 있다' 출반 - 8월 20일 [6집 앨범] '추억의 책장을 넘기면' 출반(서울음반) - 12월 9일 일간스포츠 골든디스크상 수상(5회 연속) - 12월 30일 KBS 가요대상 올해의 가수상 수상(6회 연속) - 12월 31일 MBC 10대 가수 가요제 10대 가수상 수상(6회 연속) |
| 1991년 | - 4월 27일 뮤지컬 '피터팬' 주인공 피터팬 역 출연 - 6월 20일 서울특별시의회 시의원 당선 - 7월 [7집 앨범] '그대가 나를 사랑하신다면' 출반(서울음반) |
| 1992년 | - 8월 [8집 앨범] '조각배' 출반(서울음반) |
| 1993년 | - 4월 동요 앨범 '이선희 애창동요' 출반 |
| 1994년 | - 3월 3일 [9집 앨범] '한송이 국화' 출반(서울음반) - 12월 30일 KBS 가요대상 올해의 가수상 수상(총 7회) |
| 1995년 | - 12월 30일 KBS 가요대상 올해의 가수상 수상(2회 연속, 총 8회) |
| 1996년 | - 10월 24일 [10집 앨범] 'FIRST LOVE' 출반(예당음향) - 12월 30일 KBS 가요대상 올해의 가수상 수상(3회 연속, 총 9회) |
| 1998년 | - 5월 어린이 마당극 '박문수' 출연 - 11월 2일 [11집 앨범] 'Dream of Ruby' 출반(예당음향, cream) |
| 1999년 | - 1월 9일 뮤지컬 '바리' 주인공 바리 역 출연 - 4월 3일 백상예술대상 인기상 수상(뮤지컬 부문) |
| 2001년 | - 3월 26일 [12집 앨범] 'My Life + Best' 출반(예당음향) - 12월 31일 MBC 10대 가수 가요제 10대 가수상 수상(총 7회) |
| 2005년 | - 4월 6일 [13집 앨범] '사춘기 (四春基)' 출반 (EMI), 20주년 기념콘서트 실황앨범 출반 |
| 2009년 | - 2월 25일 [14집 앨범] '사랑아...' 출반 (Mnet), Best of Best 라이브 앨범 출반 |
| 2010년 | - 8월 11일 [내 여자친구는 구미호 OST Part.1] '여우비' 발매 - 9월 8일 [내 여자친구는 구미호 OST Part.5] '내가 사랑할 사람(Piano Ver.)' 발매 - 11월 3일 [대물 OST Part.5] '떠나지마' 발매 - 11월 22일 제1회 대한민국 대중문화예술상 국무총리 표창 |
| 2011년 | - 2월 3일 미국 뉴욕 카네기 홀 단독공연(국내가수로는 네번째) - 11월 MBC 위대한 탄생 시즌2 멘토 출연 |
| 2014년 | - 3월 25일 [15집 앨범] 'SERENDIPITY' 출반 |

### 가요 프로그램 1위
| 연도   | 수상 내역 |
| ------ | --- |
| 1984년 | - J에게 - 11월 25일 KBS 《가요톱텐》 1위 - 12월 2일 KBS 《가요톱텐》 1위 - 12월 9일 KBS 《가요톱텐》 1위 - 12월 16일 KBS 《가요톱텐》 1위                                                                                       |
| 1985년 | - J에게 - 1월 6일 KBS 《가요톱텐》 1위(5주 연속, 골든컵) |
| 1986년 | - 갈바람 - 3월 5일 KBS 《가요톱텐》 1위 - 3월 12일 KBS 《가요톱텐》 1위(2주 연속) |
| 1987년 | - 알고 싶어요 - 4월 1일 KBS 《가요톱텐》 1위 - 4월 8일 KBS 《가요톱텐》 1위 - 4월 15일 KBS 《가요톱텐》 1위 - 4월 22일 KBS 《가요톱텐》 1위 - 4월 29일 KBS 《가요톱텐》 1위 (5주 연속) (골든컵)                                 |
| 1988년 | - 나 항상 그대를 - 5월 11일 KBS 《가요톱텐》 1위 - 5월 18일 KBS 《가요톱텐》 1위 - 5월 25일 KBS 《가요톱텐》 1위 - 6월 1일 KBS 《가요톱텐》 1위 - 6월 8일 KBS 《가요톱텐》 1위(5주 연속, 골든컵)                                |
| 1989년 | - 나의 거리 - 8월 20일 KBS 《가요톱텐》 1위 - 8월 27일 KBS 《가요톱텐》 1위 - 9월 3일 KBS 《가요톱텐》 1위 - 9월 10일 KBS 《가요톱텐》 1위 - 9월 17일 KBS 《가요톱텐》 1위(5주 연속, 골든컵) - 10월 30일 MBC 《쇼네트워크》 1위 |
| 1990년 | - 한바탕 웃음으로 - 2월 4일 KBS 《가요톱텐》 1위 - 2월 11일 KBS 《가요톱텐》 1위 - 2월 18일 KBS 《가요톱텐》 1위(3주 연속) |
| 1991년 | - 추억의 책장을 넘기면 - 2월 8일 MBC 《여러분의인기가요》 1위 - 2월 22일 MBC 《여러분의인기가요》 1위 - 4월 21일 KBS 《가요톱텐》 1위                                                                                           |

## 별명
- 작은 거인: 작은 체구에서 나오는 폭발적인 가창력을 비유하여 지은 별명.

## 가족 관계
- 1번째 배우자: 윤희중
- 2번째 배우자: 미스타 정
- 딸: 윤양원

## 같이 보기
- 김완선
- 조용필
- 주현미